# 日本蝮
日本蝮（日本蝮蛇）是蛇亞目蝰蛇科蝮亞科亞洲蝮屬下的一個有毒蛇種，分布在日本。日本的特有種。在日本一般簡稱「蝮」（まむし）。

## 分布
日本（北海道、本州、四國、九州、大隅諸島、國後島）

## 特徵
全長45 - 60公分。北海道産的個體較大型，超過60公分的個體很多。

## 文化
在民間療法中有以強精為目的，將乾燥或未經乾燥的蛇身浸泡燒酎飲用，稱作蝮酒。
蝮是日本人最熟悉的毒蛇，所以源自毒蛇給人的印象，經常作為粗暴、陰險之人的渾名使用，最有名的就是齋藤道三。

## 關連項目
- 對馬蝮

## 外部連結
- (財)日本蛇族学術研究所公式ホームページ（咬傷の診断）